# エーベルハルト・ヴェルディン
エーベルハルト・ヴェルディン（Eberhard Werdin, 1911年10月19日 - 1991年5月25日）は、ドイツの作曲家。

## 生涯
ノルトライン＝ヴェストファーレン州シュペンゲ出身。ハノーファーの教育大学在学中から作曲を学び、ビーレフェルトでオーストリアの作曲家オットー・ジーグル（de:Otto Siegl）に師事した。その後故郷の小学校教師となるが、ケルン音楽大学に入学してフィリップ・ヤルナッハ（de:Philipp Jarnach）に師事した。1952年からはレーヴァークーゼンの音楽学校の教授となり、1955年から1969年までロベルト・シューマン大学デュッセルドルフの講師も兼ねた。
作品には劇場音楽、プロオーケストラのための曲、学校オーケストラのための曲、合唱曲、室内楽曲などがあり、音楽教育に関する著書もある。作品はカール・オルフの影響を受けているほか、戦争中に触れたロシア・ウクライナ・ルーマニア・フランスの民謡も取り入れている。

## 文献
- Michael Schenk: Zwischen Ideologie und Innovation. Eberhard Werdin und die Bedeutung der Musikpraxis in Schulmusik und Musikschule der Nachkriegszeit. Essen 2001, ISBN 3-89206-059-2